# Павликовский, Мечислав (писатель)
Мечи́слав Гвалберт Павлико́вский (пол. Mieczysław Gwalbert Pawlikowski; 9 сентября 1834, Лемберг, Австрийская империя (ныне Львов, Украина) — 23 декабря 1903, Краков, Австро-Венгрия) — польский писатель
, публицист, журналист, политический и общественный деятель. Один из создателей польского гимнастического общества «Сокол» в Кракове.

## Биография
Во время январского восстания в Польше (1863—1864) был членом Городского комитета и Экспедиционной комиссии во Львове, заместителем комиссара Национального правительства в Восточной Галиции (1863).
После подавления восстания в 1864 году был заключён австрийскими властями в тюрьму в Оломоуце, где провёл 1 год и 2 месяца.
Активный деятель либерально-демократического движения в Галиции.
Участвовал в создании центра польской культуры в с. Медыка. Соучредитель Национального литературного общества (1867) и газеты «Край» (1869). Вице-президент Краковского сельскохозяйственного общества (1879—1883).
Принадлежал к кружку польских историков и поэтов, группировавшихся около журнала «Dziennika literackiego».
Автор, преимущественно сатирических произведений. В журналистике отстаивал позитивистские и антиклерикальные позиции, писал театральные рецензии.
Его сыновья — Ян Павликовский, идеолог польской природоохраны, доктор наук, публицист и общественный деятель и Тадеуш Павликовский, режиссёр.

## Избранные произведения
- «Pamiętnik pieśniarza» (1855),
- «Plotki и prawdy» (1872),
- «Ultramontanie i moderanci» (1872),
- «Literatura jezuicka w Krakowie» (1873),
- «Tajemnica pani Krzuckiej» (1876),
- «Testament Napoleona» (1879),
- «Drugi tom» (1885),
- «Baczmacha» (1898),
- «Obrazki и opowiadania» (Варшава, 1904).